# قرار مجلس الأمن التابع للأمم المتحدة رقم 1140
قرار مجلس الأمن التابع للأمم المتحدة رقم 1140، المتخذ بالإجماع في 28 تشرين الثاني / نوفمبر 1997، بعد التذكير بالقرار 1110 (1997)، جدد المجلس ولاية قوة الأمم المتحدة للانتشار الوقائي في مقدونيا لمدة أربعة أيام حتى 4 كانون الأول / ديسمبر 1997، في انتظار مزيد من المناقشات. ومدد القرار 1142 (1997) فيما بعد قوة الأمم المتحدة للانتشار الوقائي حتى 31 آب / أغسطس 1998.

## روابط خارجية
- نص القرار في undocs.org